# Vulgata Sixtina
Die Vulgata Sixtina (oder Sixtinische Vulgata) ist eine 1590 erschienene lateinische Bibel. Es handelte sich um die erste päpstlich promulgierte Bibelfassung der Kirchengeschichte: Sie wurde von Papst Sixtus V. als offizielle, für den kirchlichen Gebrauch verbindliche Ausgabe der Vulgata veröffentlicht. Nach dem Tod des Papstes wurde sie allerdings rasch eingezogen und 1592 durch die Vulgata Clementina ersetzt. Der Verkauf der Vulgata Sixtina wurde verboten, erhaltene Exemplare vernichtet.

## Vorgeschichte und Entstehung

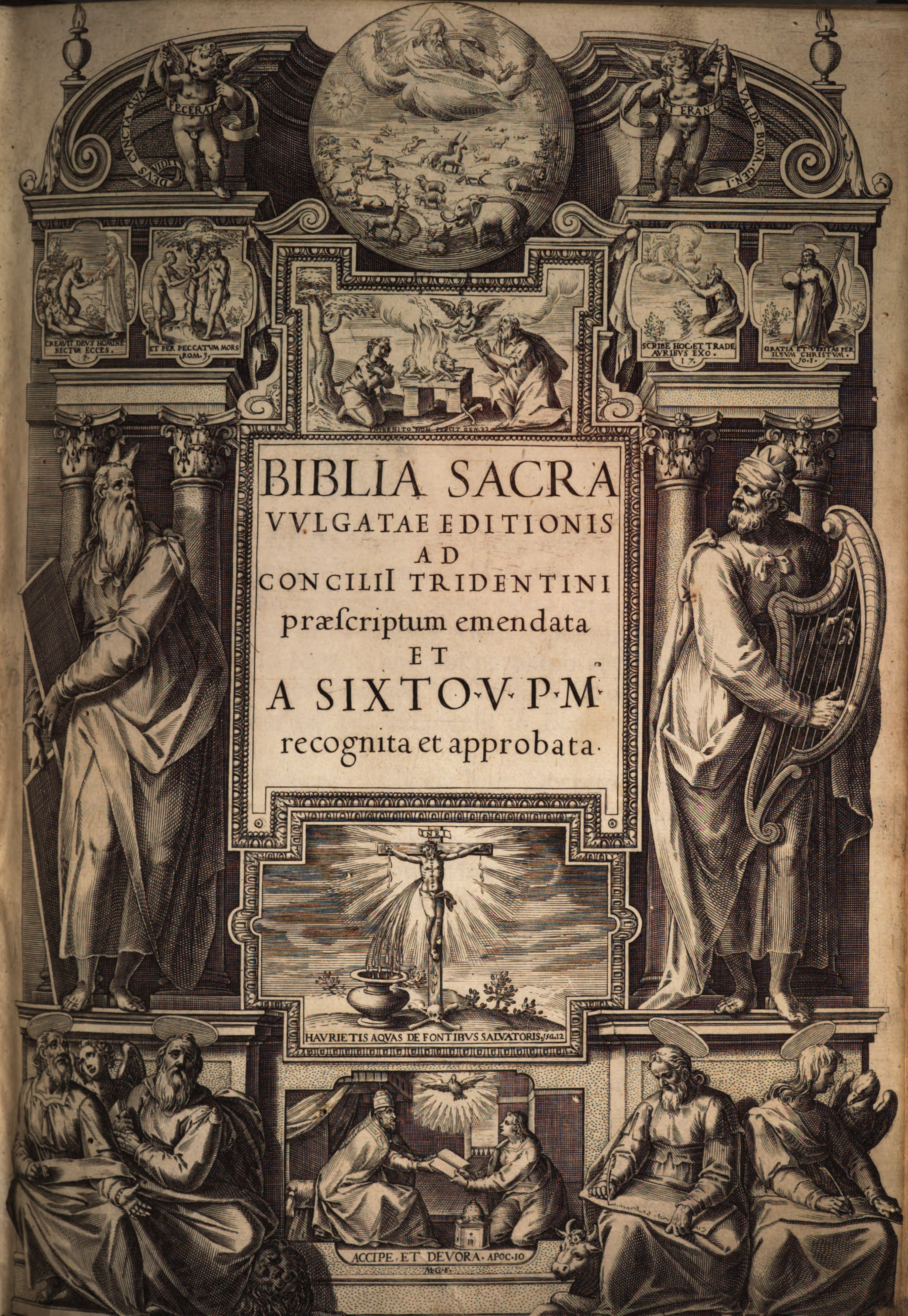
Frontispiz der Sixtinischen Vulgata

Das Konzil von Trient hatte neue, verbesserte Ausgaben der wichtigsten Schriften der katholischen Kirche (Bibel, Corpus Iuris Canonici, Kirchenväter, Liturgie) gefordert. Insbesondere hatte es am 8. April 1546 bestimmt, dass die Vulgata (haec vetus et vulgata editio) in öffentlichen Lesungen, Disputationen und Predigten als authentische Fassung gelten und in verbesserter Form neu gedruckt werden solle; mit vulgata editio war allerdings keine bestimmte der vielen existierenden Druckausgaben der Vulgata gemeint. Das Konzil vermied dabei die Erwähnung der hebräischen und griechischen Urtexte als Grundlage einer solchen Verbesserung. Dies war nach Aussage der päpstliche Legaten von der Furcht motiviert, sonst die (protestantische und innerkatholische) Kritik an der Vulgata zu fördern.
Mit kaiserlicher Förderung arbeiteten katholische Gelehrte vor allem in Löwen an der Verbesserung der Vulgata. Wichtigstes Ergebnis war die noch 1546 erschienene Löwener Vulgata (Vulgata Lovaniensis). Die erste Auflage hatte Jan Henten unter Nutzung der Stephanus-Bibel, die 1540 von Robert Estienne veröffentlicht worden war, erstellt. 1574 und 1583 erschienen verbesserte Neuauflagen der Löwener Vulgata bei Christoph Plantin in Antwerpen. Auch in Rom hatten sich seit 1569 mehrere päpstliche Kommissionen mit der Verbesserung des Vulgata-Textes beschäftigt. Bis zum Beginn des Pontifikats von Sixtus V. 1585 hatten diese aber noch keine neue Bibelfassung erarbeitet. Sixtus ernannte eine neue Kommission unter der Leitung von Antonio Carafa. Diese arbeitete unter anderem mit der Löwener Vulgata und dem Codex Amiatinus. Das Handexemplar der Löwener Ausgabe mit den Korrekturen der Kommission ist erhalten (Codex Carafianus; heute BAV, Vat. lat. 12959/12960); die enthaltenen Konjekturen werden bis heute wissenschaftlich hoch geschätzt.
Am 17. November 1588 präsentierte Carafa dem Papst die Vorschläge der Kommission und übergab ihm den Codex Carafianus. Sixtus verwarf die Vorschläge und begann stattdessen damit, selbst den Bibeltext zu überarbeiten. Der Verzicht auf Textkritik und die Kollationierung von Textzeugen erlaubten es Sixtus, sehr viel schneller zu arbeiten, als es die zuvor mit der Aufgabe betrauten Kommissionen getan hatten: Bereits etwas mehr als ein Jahr nach Beginn der Arbeit hatte er einen neuen Bibeltext erstellt, die nach ihm benannten Vulgata Sixtina. Sie wurde in der Vatikanischen Druckerei unter Leitung von Aldus Manutius d. J. gedruckt. Die Bulle Aeternus ille, mit der die Sixtina promulgiert wurde, ist auf den 1. März 1589 datiert; ab Ende Mai wurden Exemplare als Geschenke an katholische Fürsten verschickt.
Sixtus’ Vorgehen gilt als willkürlich, der resultierende Bibeltext aber als relativ gut und die Druckgestaltung als sorgfältig. Neben Veränderungen des Wortlautes führte Sixtus auch eine andere Einteilung des Bibeltextes in Kapitel und Verse ein. Das 3. und 4. Buch Esra, das 3. Buch der Makkabäer und das Gebet des Manasse sind in der Sixtina, anders als anderen Vulgata-Ausgaben, nicht enthalten. Sixtus berief sich dafür auf das Konzil von Trient, das diese nicht zum Kanon der Bibel gerechnet hatte. Außerdem fehlen einige einzelne Bibelverse, wobei nicht ganz sicher ist, ob dies absichtlich geschehen ist. Der Druck enthält auch die Promulgationsbulle, die den Gebrauch dieser Ausgabe in scharfem Ton vorschrieb und Änderungen untersagte. Während das Konzil von Trient für Predigten und ähnliche öffentliche Anlässe die Vulgata vorgeschrieben hatte, ohne aber eine bestimmte Ausgabe derselben als verbindlich zu bezeichnen, schrieb Sixtus in Aeternus ille den Gebrauch seiner Bibelausgabe und keiner anderen in öffentlichen wie privaten Kontexten vor und verbot (und zwar „für immer“) alle auch nur geringfügig davon abweichenden Ausgaben der Bibel bei Strafe der Exkommunikation und unter Androhung göttlichen Zorns. Spätestens nach dem Tode Sixtus’ wurden diese Bestimmungen faktisch irrelevant.

## Widerstand gegen dieVulgata Sixtina
An der Kurie gab es deutlichen Widerstand gegen die Vulgata Sixtina, unter anderen durch Antonio Carafa, Marco Antonio Colonna und Roberto Bellarmino. Auch die zuständige Index-Kongregation sprach sich mehrheitlich gegen die Publikation aus, konnte aber nur eine Verzögerung der Drucklegung bis Frühjahr 1590 erreichen.
Im Sommer des gleichen Jahres, am 27. August 1590, starb Sixtus. Während der kurzen Pontifikate seiner Nachfolger wuchs der Widerstand gegen die Vulgata Sixtina weiter, und vor allem Bellarmino konnte Papst Gregor XIV. und später Clemens VIII. überzeugen, eine neue Fassung der Vulgata publizieren zu lassen. Diese 1592 erschienene Vulgata Clementina wurde im Vorwort so präsentiert, als ob es sich um lediglich eine verbesserte Sixtina handelte. Im Vorwort behauptete Bellarmino, Sixtus selbst habe eine solche Überarbeitung angesichts angeblicher Druckfehler gewünscht. Tatsächlich enthielt die Sixtina kaum Druckfehler, und die Vulgata Clementina korrigierte nicht nur diese, sondern revidierte die meisten von Sixtus vorgenommenen Eingriffe in den Wortlaut der Vulgata. Insgesamt unterschieden sich die beiden Bibel-Ausgaben an etwa dreitausend Stellen. Viele davon sind Druckfehler der Clementina. Außerdem nahm die Clementina die von Sixtus als apokryph verworfenen Bücher (3Esr, 4Esr, 3 Makk, GebMan) wieder auf, allerdings nur im Anhang. Die von Sixtus eingeführte Einteilung der Kapitel und Verse wurde ebenfalls zugunsten der von Robert Estienne verworfen.

## Nachleben und Erforschung
Erhaltene Exemplare der Vulgata Sixtina sind sehr selten; Baumgarten konnte Anfang des 20. Jahrhunderts etwa 40 Exemplare identifizieren. Sixtina und Clementina wurden, nicht zuletzt aufgrund der bewusst sehr ähnlichen Gestaltung und der Verschleierung der Unterschiede im Vorwort, regelmäßig miteinander verwechselt. Das erleichterte auch Fälschungen: Exemplare der Clementina mit gefälschtem Titelblatt wurden teilweise als Sixtina verkauft.
Die Sixtina wurde lange Zeit relativ wenig erforscht. Aus katholischer Sicht war sie durch die Clementina ersetzt, protestantische Gelehrte konzentrierten sich meist auf die griechische und hebräische Überlieferung der Bibel. Die Seltenheit der Exemplare erschwerte zudem jede nähere Untersuchung. Eine polemisch motivierte Übersicht über die Unterschiede zwischen Sixtina und Clementina legte zuerst im Jahr 1600 Thomas James unter dem Titel Bellum papale vor. Noch umfassender ist die genaue Beschreibung der Unterschiede von Hendrik van Bukentop; seine Liste umfasst über 3000 Bibelstellen mit meist kleinen Varianten.
Im Umfeld des und nach dem Ersten Vatikanischen Konzil, das die päpstliche Unfehlbarkeit zum Dogma erhoben hatte, bemühte sich ein Teil der katholischen Forschung um den Nachweis, dass auch die von Sixtus V. erstellte Bibelfassung und die Promulgationsbulle keine Irrtümer enthielten, die die päpstliche Unfehlbarkeit in Frage stellen könnten. Zugleich verteidigten sie die Clementina, deren Publikation dem Wortlaut der Promulgationsbulle der Sixtina nach verboten zu sein schien: Die Bulle sei aus formalen Gründen ungültig, anderslautende päpstliche Quellen seien gefälscht, die Neuausgabe von 1592 habe daher nicht gegen geltendes Kirchenrecht verstoßen. Aus dem Verzicht auf eine gültige Promulgation könne man ferner schließen, dass Sixtus selbst eine Neubearbeitung gewünscht habe. Außerdem sei die Clementina der Sixtina so ähnlich, dass ohnehin kein dogmatisch relevanter Widerspruch zwischen den beiden päpstlich promulgierten Bibelfassungen bestehe.

## Ausgaben
- Biblia sacra vulgatae editionis tribus tomis distincta, Rom 1590 (Digitalisat)
- Leander van Eß (Hrsg.): Biblia Sacra, Vulgatæ Editionis, Sixti V et Clementis VIII, 1590, 1592, 1593, 1598, 3 Bände, Tübingen 1822. (Digitalisat)